# Poroixínskaia
Poroixínskaia - Порошинская (rus) és un possiólok del krai de Krasnodar, a Rússia. És a 19 km a l'est de Tikhoretsk i a 140 km al nord-est de Krasnodar.
Pertany a l'stanitsa de Ternóvskaia.